# Réserve naturelle régionale des tourbières de Frasne-Bouverans
La réserve naturelle régionale des tourbières de Frasne-Bouverans (RNR273) est une réserve naturelle régionale située en Bourgogne-Franche-Comté créé le 13 mars 1986 . Classée en 2014, elle occupe une surface de 293 hectares et protège un vaste ensemble de tourbières dans la vallée du Drugeon.

## Localisation
Le territoire de la réserve naturelle est dans le département du Doubs, sur les communes de Bouverans et Frasne, dans la vallée du Drugeon.
Il recouvre une partie de l'ex-réserve naturelle volontaire des tourbières de Frasne et se compose de 3 entités au sud et à l'est du village de Frasne : le massif du Forbonnet (111 ha), plus grande tourbière boisée de France, le secteur des Levresses (168 ha) et le marais de L'Écouland (13 ha).

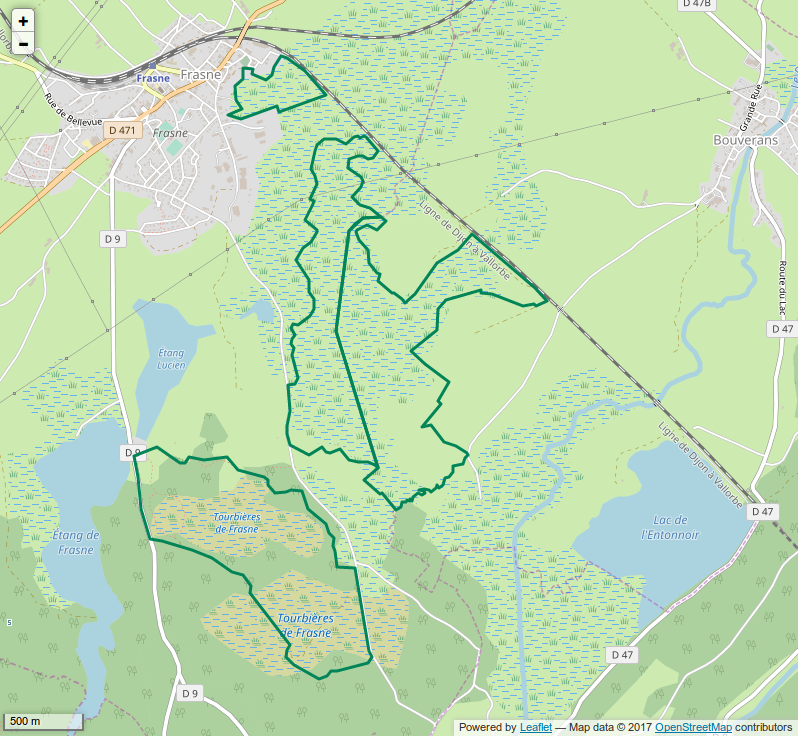
Périmètre de la réserve naturelle.

## Histoire du site et de la réserve
Autrefois exploitée pour fournir du combustible à la population, la tourbe s'est accumulée sur des épaisseurs atteignant 5 m par endroits à raison de 3 à 5 cm par siècle.
La commune de Frasne a souhaité protéger ses tourbières à partir des années 80 en créant en 1986 la réserve naturelle volontaire des tourbières de Frasne. Celle-ci a été déclassée en 2002 à la suite de la loi « démocratie de proximité ». La procédure de reclassement a abouti en 2014.

## Écologie (biodiversité, intérêt écopaysager…)
Le bassin du Drugeon est caractérisé par une mosaïque de milieux au sein d'un large synclinal comblé par des formations d'origine glaciaire (moraines et lacs) qui ont permis l'installation de zones tourbeuses. On y compte ainsi 37 tourbières. Le site de Frasne-Bouverans comporte un important complexe de tourbières où l'on trouve des prairies humides, des roselières, des zones à carex, des bas-marais, marais de transition et hauts-marais, et des boisements.

### Flore
La flore compte parmi les espèces remarquables le Liparis de Loesel et l'Hypne brillante. On y trouve douze espèces végétales protégées sur le plan national et quatorze sur le plan régional. On trouve également le cortège de plantes liées aux tourbières : Sphaignes, Airelle des marais, Andromède à feuilles de polium, Myrtille, Airelle rouge, Callune, Canneberge. Le Pin à crochets colonise les milieux pauvres tandis que les gouilles accueillent les Rossolis à feuilles rondes et à feuilles longues.

### Faune
Le massif boisé du Forbonnet est fréquenté par des mammifères tel que le Chevreuil, le Sanglier, le Lynx, le Renard, le Putois ou l'Hermine. L'avifaune de la réserve naturelle comprend le Bec-croisé des sapins, le Pipit farlouse, le Cassenoix moucheté. Dans les amphibiens et reptiles, on compte le Crapaud commun, la Grenouille rousse, le Lézard vivipare et la Vipère péliade.
Pour les invertébrés, on note la présence de nombreuses libellules ainsi que de quelques papillons patrimoniaux comme le Cuivré des marais, le Fadet des tourbières et le Solitaire des tourbières.

## Intérêt touristique et pédagogique
Le site est aménagé avec un sentier sur pilotis pourvu de panneaux d'interprétation. Il est fréquenté par 15 à 20.000 visiteurs par an.

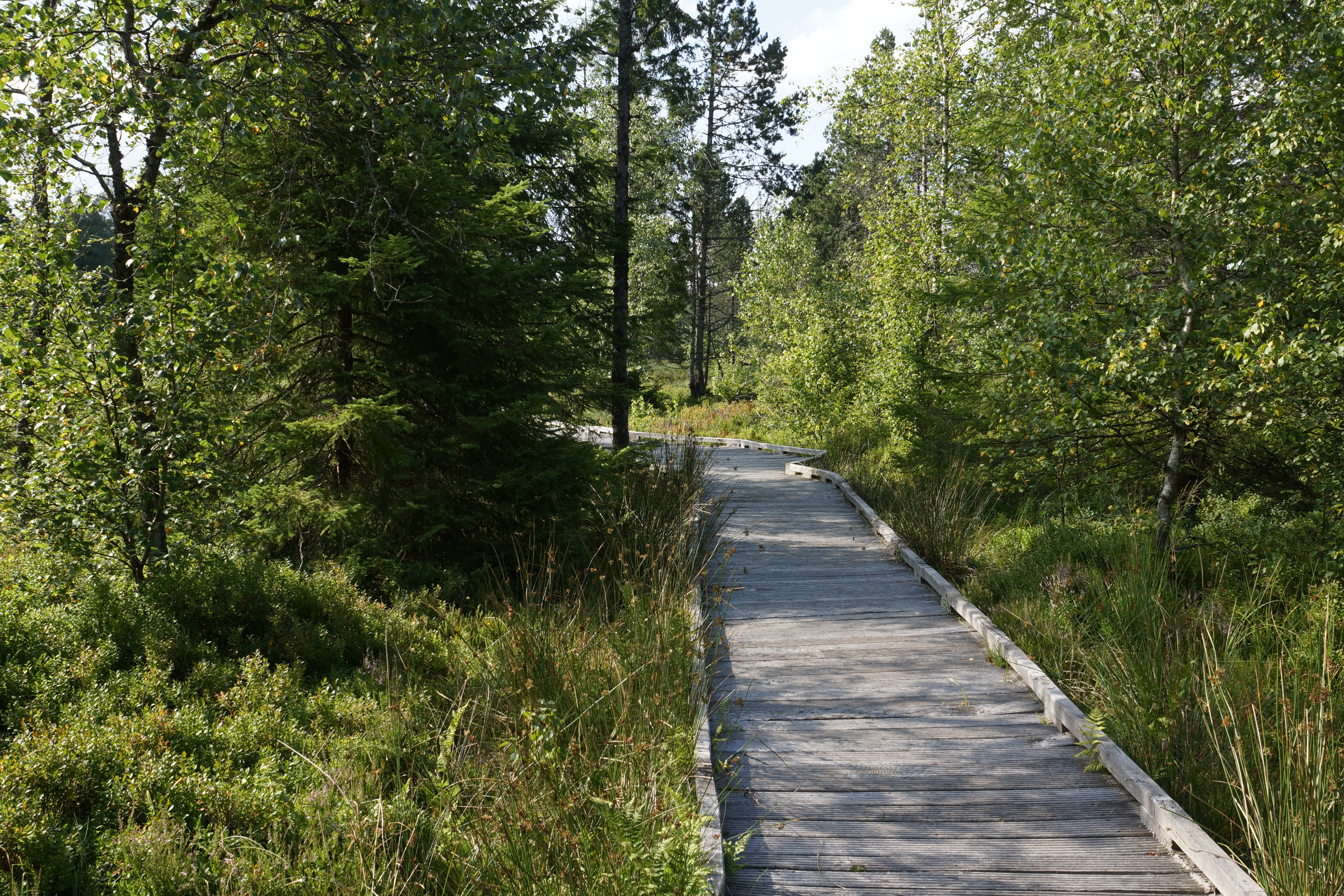
Le chemin de découverte sur pilotis.
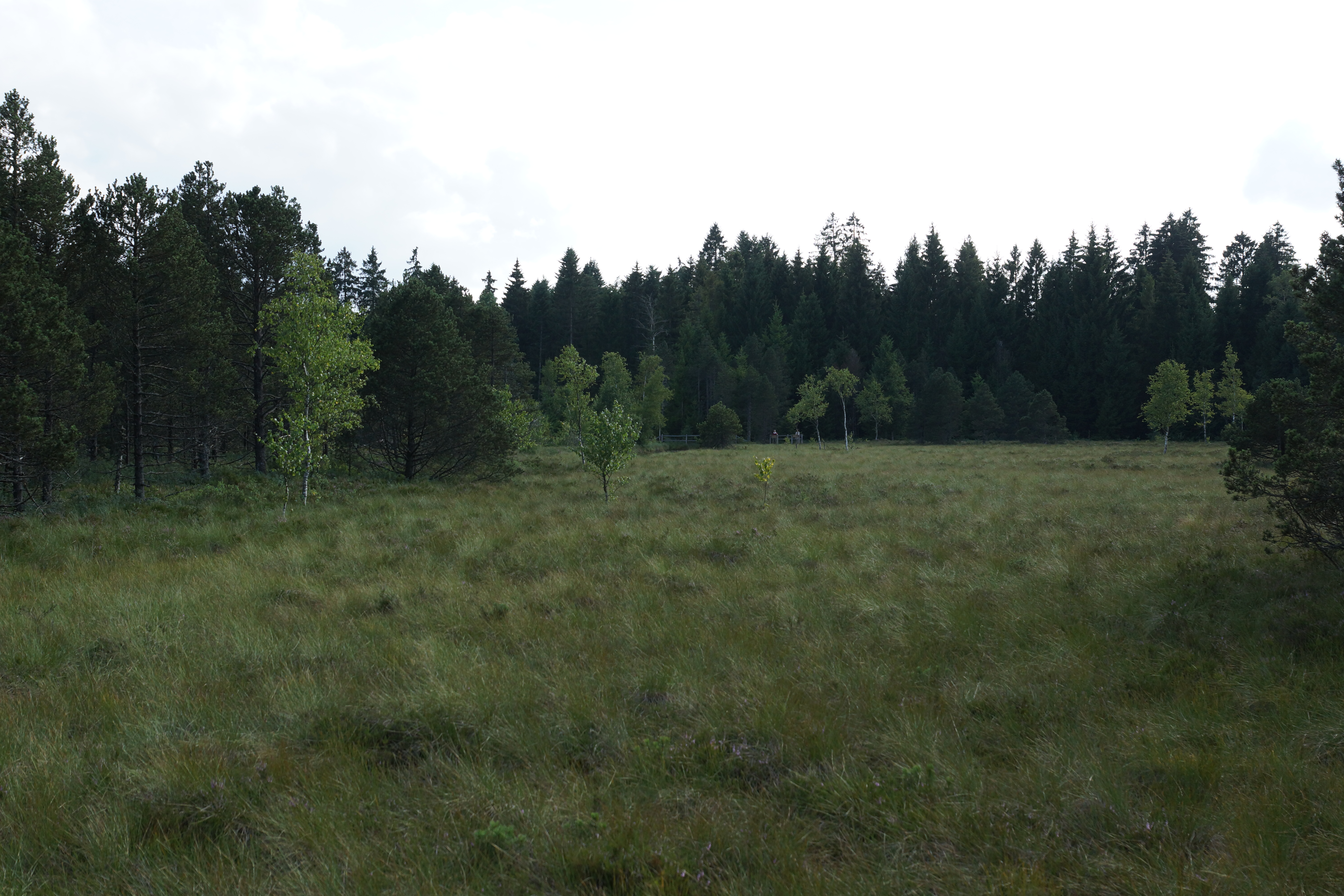
Vue de la tourbière du Forbonnet.
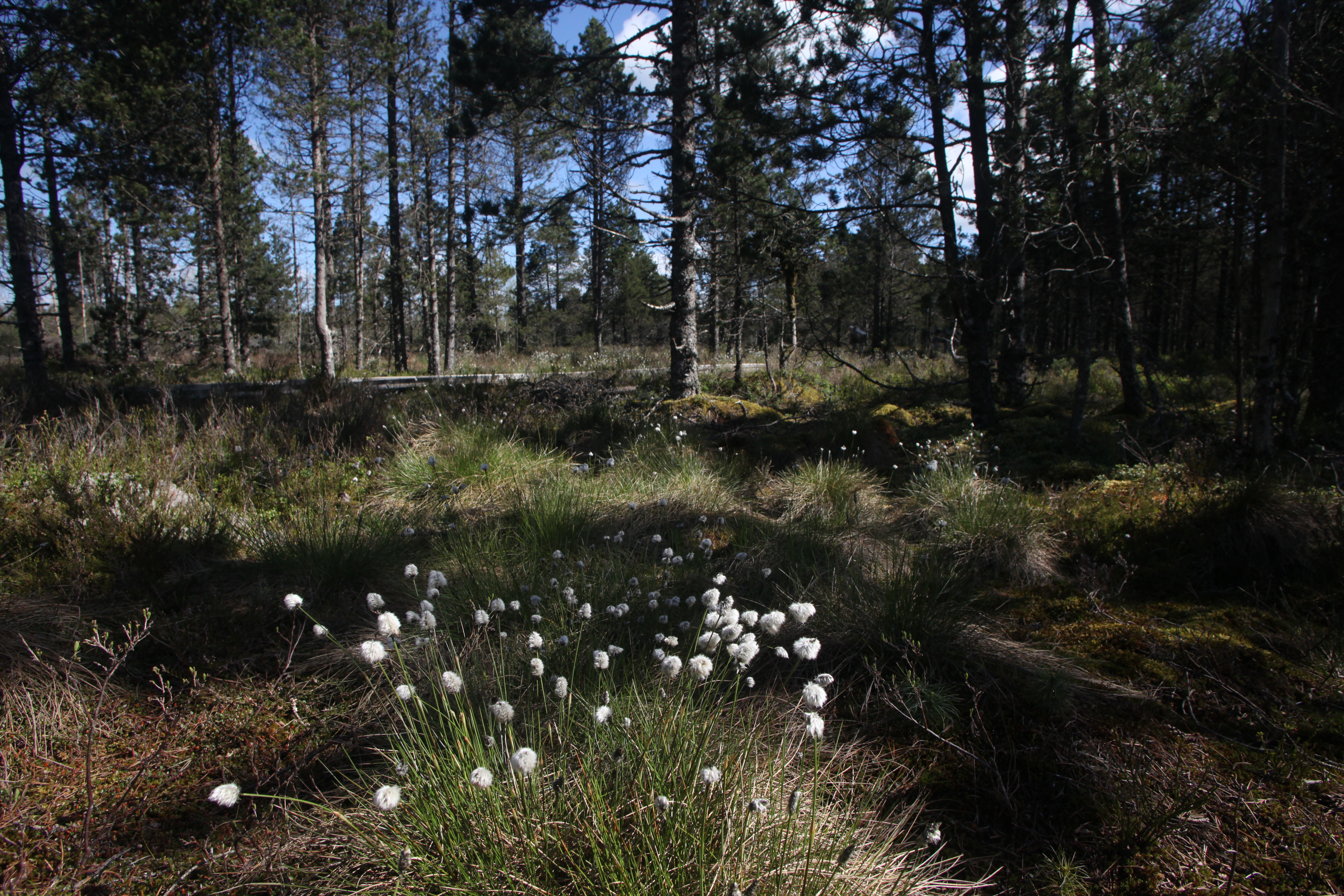
Pins à crochets et touffes de linaigrettes.

## Administration, plan de gestion, règlement
La réserve naturelle dépend de l'autorité de la Région Bourgogne Franche-Comté. Depuis 2015, sa gestion est confiée à la Communauté de communes du plateau de Frasne et du val du Drugeon.
La réglementation de la réserve naturelle indique notamment que l'accès à la réserve est limité aux chemins existants. Tout accès en dehors des chemins est interdit sauf autorisation. Tout prélèvement d'espèce animale ou végétale est interdit sauf autorisation spéciale.

### Outils et statut juridique
La réserve naturelle a été créée par une délibération du 14 février 2014 pour une durée de 10 ans.
La vallée du Drugeon est protégée par un Arrêté préfectoral de protection de biotope du 2 février 2004.
En 2003 le label Ramsar a été attribué au « Bassin du Drugeon ». Depuis le 2 février 2021, le site original a été étendu pour former un ensemble plus grand : les Tourbières et lacs de la montagne jurassienne.